# アル・アンサール・ベイルート
アル・アンサールSC（アラビア語: نادي الأنصار الرياضي , Al-Ansar）は、レバノン・ベイルートにホームを置くサッカークラブである。
1988年にリーグ初優勝すると、その後1999年まで11連覇（1989年が中止のため）を果たした。プレミアリーグ、FAカップともに優勝回数最多を誇る。

## タイトル
- リーグ：14回
  - 1988, 1990, 1991, 1992, 1993, 1994, 1995, 1996, 1997, 1998, 1999, 2006, 2007, 2021
- FAカップ：15回
  - 1990, 1991, 1992, 1994, 1995, 1996, 1998, 1999, 2002, 2006, 2007, 2010, 2012, 2017, 2021
- スーパーカップ：6回
  - 1996, 1997, 1998, 1999, 2012, 2021
- フェデレーションカップ：2回
  - 1999, 2000
- エリートカップ：2回
  - 1997, 2000

## AFC大会での成績
- AFCチャンピオンズリーグ: 1回出場
2002-03: 予選西地区 - 2回戦
- アジアクラブ選手権: 10回出場

| 1989: 予選ステージ 1990: 予選ステージ 1992: 予選 - 1回戦 1994: グループステージ | 1995: グループステージ 1996: 2回戦 1998: グループステージ | 1999: 2回戦 2000: 2回戦 2001: 1回戦棄権 |

- AFCカップ: 2回出場
2007: グループステージ
2008: グループステージ
- アジアカップウィナーズカップ: 2回出場
1991/92: 1回戦
1996/97: 1回戦